# Coupe de Géorgie de rugby à XV
La Coupe de Géorgie de rugby à XV, dénommée Liberty Cup en 2011 et Spring Tournament depuis la saison 2012, est une compétition géorgienne de rugby à XV créée en 1991. Elle est organisée par la Fédération géorgienne de rugby à XV et met aux prises douze équipes, dont les dix clubs participant au Championnat de Géorgie de rugby à XV.

## Historique
Après la 1re édition, la compétition connut une interruption jusqu'en 2000. Depuis 2012, ce mini-championnat est composé de deux groupes de six équipes dont les deux premiers sont qualifiés pour une phase finale à deux tours (demi-finales puis finale).

## Palmarès
| Saison    | Vainqueur              | Score   | Finaliste              |
| --------- | ---------------------- | ------- | ---------------------- |
| 1991-1992 | RC Locomotive Tbilissi | 19 – 3  | Aia Koutaïssi          |
| 2000      | RC Locomotive Tbilissi | 32 – 28 | Datvebi                |
| 2001      | Datvebi                | 10 – 0  | RC Locomotive Tbilissi |
| 2002      | Datvebi                | 15 – 9  | Lelo Tbilissi          |
| 2003      | RC Locomotive Tbilissi | 32 – 30 | Datvebi                |
| 2004      | RC Locomotive Tbilissi | 55 – 20 | RC Kochebi             |
| 2005      | RC Locomotive Tbilissi | 24 – 9  | Lelo Tbilissi          |
| 2006      | RC Locomotive Tbilissi | 33 – 3  | Aia Koutaïssi          |
| 2007      | RC Kochebi             | 13 – 6  | RC Locomotive Tbilissi |
| 2008      | Lelo Tbilissi          | 28 – 9  | Academy Tbilissi       |
| 2009      | Lelo Tbilissi          | 23 – 22 | RC Locomotive Tbilissi |
| 2010      | Lelo Tbilissi          | 23 – 17 | RC Locomotive Tbilissi |
| 2011      | RC Armia               | 26 – 16 | RC Kochebi             |
| 2012      | RC Armia               | 13 – 12 | RC Locomotive Tbilissi |

## Bilan
| Club                   | Titre(s) | Premier(s) - Dernier(s) |
| ---------------------- | -------- | ----------------------- |
| RC Locomotive Tbilissi | 6        | 1992-2006               |
| Lelo Tbilissi          | 3        | 2008-2010               |
| Datvebi                | 2        | 2001-2002               |
| RC Armia               | 2        | 2011-2012               |
| Vesta                  | 1        | 1992                    |
| RC Rustavi Kharebi     | 1        | 1994                    |
| RC Kochebi             | 1        | 2007                    |